# Tayikistán en los Juegos Olímpicos de Río de Janeiro 2016
Tayikistán participa en los Juegos Olímpicos de 2016 en Río de Janeiro, Brasil, del 5 al 21 de agosto de 2016.
El atleta Dilshod Nazarov fue el abanderado durante la ceremonia de apertura.

## Deportes
Atletismo
- Dilshod Nazarov (lanzamiento de martillo masculino)
- Kristina Pronzhenko (200 metros femenino)

Boxeo
- Anvar Yunusov (peso ligero masculino)

Judo
- Komronshokh Ustopiriyon (-90 kg masculino)
- Mukhamadmurod Abdurakhmonov (+100 kg masculino)

Natación
- Olim Qurbonov (50 metros estilo libre masculino)
- Anastasia Tyurina (50 metros estilo libre femenino)